# Dž (digramme)
Cette page contient des caractères spéciaux ou non latins. S’ils s’affichent mal (▯, ?, etc.), consultez la page d’aide Unicode.
Pour les articles homonymes, voir DZ.
DŽ (majuscule : Dž, minuscule dž) est une lettre latine utilisé dans l’écriture du croate, dans l'écriture latine du Serbe ou du slovaque, et dans l’alphabet łacinka du biélorusse.

## Linguistique
Le digramme, composé des lettres « D » et « Ž », est utilisé en croate pour transcrire la consonne affriquée post-alvéolaire [d͡ʒ]. 
En début de phrase, la capitalisation de la lettre est « DŽ » ; lorsque la lettre est au début d'un nom propre (par exemple Džungla, Džemper, Džamonja), le ‹ ž › n'est pas écrit en majuscule.

## Histoire
Les caractères uniques du digramme ‹ DŽ › (Ǆ, ǅ, ǆ) ont été conçus pour correspondre à la lettre « Џ » (minuscule « џ ») de l'alphabet cyrillique, utilisée pour écrire le serbe, et ont été codés dans Unicode pour des raisons de compatibilité. Aujourd'hui, les caractères du digramme croate sont de moins en moins utilisés, au profit des deux lettres écrites séparément comme recommandé.

## Représentation informatique
Le digramme DŽ possède les représentations Unicode suivantes :
- Multiples caractères précomposés :
  - Capitale DŽ : U+0044 U+017D ;
  - Majuscule Dž : U+044 U+017E ;
  - Minuscule dž : U+064 U+017E.
- Multiples caractères composés :
  - Capitale DŽ : U+0044 U+005A U+030C ;
  - Majuscule Dž : U+044 U+007A U+030C ;
  - Minuscule dž : U+064 U+007A U+030C.
- Caractère unique (non recommandé, présent pour des raisons de compatibilité)[1]
  - Capitale Ǆ : U+01C4 ;
  - Majuscule ǅ : U+01C5 ;
  - Minuscule ǆ : U+01C6.

| formes    | représentations | chaînes de caractères | points de code | descriptions                                            |
| --------- | --------------- | --------------------- | -------------- | ------------------------------------------------------- |
| capitale  | Ǆ               | Ǆ                     | U+01C4         | lettre majuscule latine dz caron                        |
| majuscule | ǅ               | ǅ                     | U+01C5         | lettre majuscule latine d avec lettre minuscule z caron |
| minuscule | ǆ               | ǆ                     | U+01C6         | lettre minuscule latine dz caron                        |